# Hunsrück-Forum
Das Hunsrück-Forum (Eigenschreibweise: HUNSRÜCK-FORUM) war die in der Zeit von 1983 bis 1995 von der Friedensinitiative Rhein-Hunsrück-Mosel herausgegebene Publikation der Hunsrücker Friedensbewegung.
Im Zusammenhang mit dem NATO-Doppelbeschluss und den Planungen für die Stationierung von Cruise Missile im Hunsrück entstand eine breite Gegenbewegung, die in dem konservativen politischen Umfeld nur eingeschränkte Möglichkeiten zum Erreichen eines weiteren Publikums hatte.
Seit Januar 1983 plante die Friedensinitiative Rhein-Hunsrück die Herausgabe einer eigenen Publikation der Hunsrücker Friedensbewegung um eine Gegenöffentlichkeit zum faktisch bestehenden Pressemonopol des Koblenzer Mittelrhein-Verlages herzustellen. Nach Ansicht der Friedensinitiative nutzte die Simmerner Lokalredaktion des Mittelrhein-Verlages, die den Lokalteil Hunsrücker Zeitung herausgab, wie auch die Koblenzer Redaktion, die für überregionale Berichterstattung zuständig war, ihre monopolartige Stellung für eine einseitige Berichterstattung.
Ende März 1983 erschien die erste Ausgabe mit dem Namen Hunsrück-Forum im Selbstverlag. Die Redaktion schrieb im Impressum der Erstausgabe u. a.: „Wir wollen mit dieser Zeitschrift Informationen nachreichen und zusammenfassen, die wir hier in der Tagespresse vermissen.“ Der Vertrieb erfolgte über einige wenige Verkaufsstellen in Geschäften und Betrieben der Region sowie einige kirchliche Einrichtungen und per Postversand an Abonnenten.
Das Hunsrück-Forum berichtete zu Themen der Friedensbewegung und den Vorgängen im Hunsrück. In einer Ausgabe wurde der in den USA öffentlich zugängliche Bauplan der Marschflugkörper-Stellung Pydna bei Hasselbach abgedruckt. Zunehmend wurden auch Umweltthemen aufgegriffen. Wiederholt kam es zu Ermittlungsverfahren wegen vermuteter Straftaten gegen die staatliche Sicherheit.
Im Herbst 1989 gingen die Friedens-Informationen, herausgegeben von den Friedensinitiativen Rhein-Hunsrück und Nahe-Mosel, Büro für Friedensarbeit Rhein-Hunsrück-Mosel, im Hunsrück-Forum auf.
Im Oktober 1995 erschien mit Heft Nummer 64 die letzte Ausgabe des Hunsrück-Forums. Es folgten noch drei Extra-Ausgaben.